# Marco Traniello
Marco Traniello (Gaeta, 14 agosto 1973) è un giocatore di poker italiano.

## Biografia
Prima di intraprendere la carriera di giocatore professionista di poker, Traniello svolgeva la professione di parrucchiere, e ancor prima quella di agente immobiliare.
È stato sposato per 13 anni con la giocatrice professionista Jennifer Harman, che conobbe quasi per caso a Las Vegas; si videro infatti per la prima volta in un parcheggio fuori dal casinò Bellagio. Il fatto che la moglie fosse una delle migliori giocatrici del mondo gli permise di conoscere il poker attraverso i più grandi giocatori. Nel corso del 2013 i due hanno avviato le pratiche di divorzio.
Dopo alcuni anni passati ai tavoli cash, Traniello passò alla modalità torneo.
Fece la sua prima apparizione WSOP alle World Series of Poker 2005, ottenendo premi in quattro differenti eventi. Raggiunse il tavolo finale del $1.500 Pot Limit Hold'em, tre piazzamenti tra i primi 20 ed un montepremi totale di oltre 76 000 dollari. Nelle World Series of Poker 2006 Traniello andò altre quattro volte a premi.
Alle World Series of Poker 2007 si è classificato al quinto posto nel $10.000 Pot Limit Omaha, guadagnando 156 435 dollari. In totale vanta 31 piazzamenti a premi nelle WSOP, e 4 nel World Poker Tour.